# 仁川亞運主體育場
仁川亞運主體育場是一座位於韓國仁川廣域市西區的綜合性體育場。於2014年7月完工啟用，2014年亞運的田徑賽事於此舉行。體育場原始的容納人數為60000人，仁川亞運後將縮減至30000人。
2014年亞洲運動會及2014年亞洲殘疾人運動會的開閉幕典禮於此舉行。

## 外部連結
- Stadium information （页面存档备份，存于）
- Stadium information
- Stadium design （页面存档备份，存于）

| 前任者： 海心沙 廣州 | 亞洲運動會 開閉幕典禮 2014 | 繼任者： 朋卡諾體育場主場館 雅加達 |

37°32′51″N 126°39′57″E / 37.547418°N 126.665797°E